# وادي الأشعلي
وادي الأشعلي أو شعيب الأشعلي هو شعيب، في قضاء السلمان بمحافظة المثنى بجنوب العراق مساحته 1102.46 كيلومتراً مربعاً، وطول مجراه 91.78 متراً وعرضه 110.03 أمتار.